# Fulókércs
Fulókércs (auch Fúlókércs) ist eine ungarische Gemeinde im Kreis Encs im Komitat Borsod-Abaúj-Zemplén. Ungefähr 65 Prozent der Bewohner zählen zur Volksgruppe der Roma.

## Geografische Lage
Fulókércs liegt in Nordungarn, 43 Kilometer nordöstlich des Komitatssitzes Miskolc, 11 Kilometer nördlich der Kreisstadt Encs an dem Fluss Bélus-patak. Nachbargemeinden im Umkreis von 5 Kilometern sind Fáj, Szemere und Szalaszend.

## Geschichte
Im Jahr 1913 gab es in der damaligen Kleingemeinde 92 Häuser und 464 Einwohner auf einer Fläche von 2596 Katastraljochen. Sie gehörte zu dieser Zeit zum Bezirk Cserehát im Komitat Abaúj-Torna.

## Sehenswürdigkeiten
- Reformierte Kirche, erbaut 1814–1825 im spätbarocken Stil

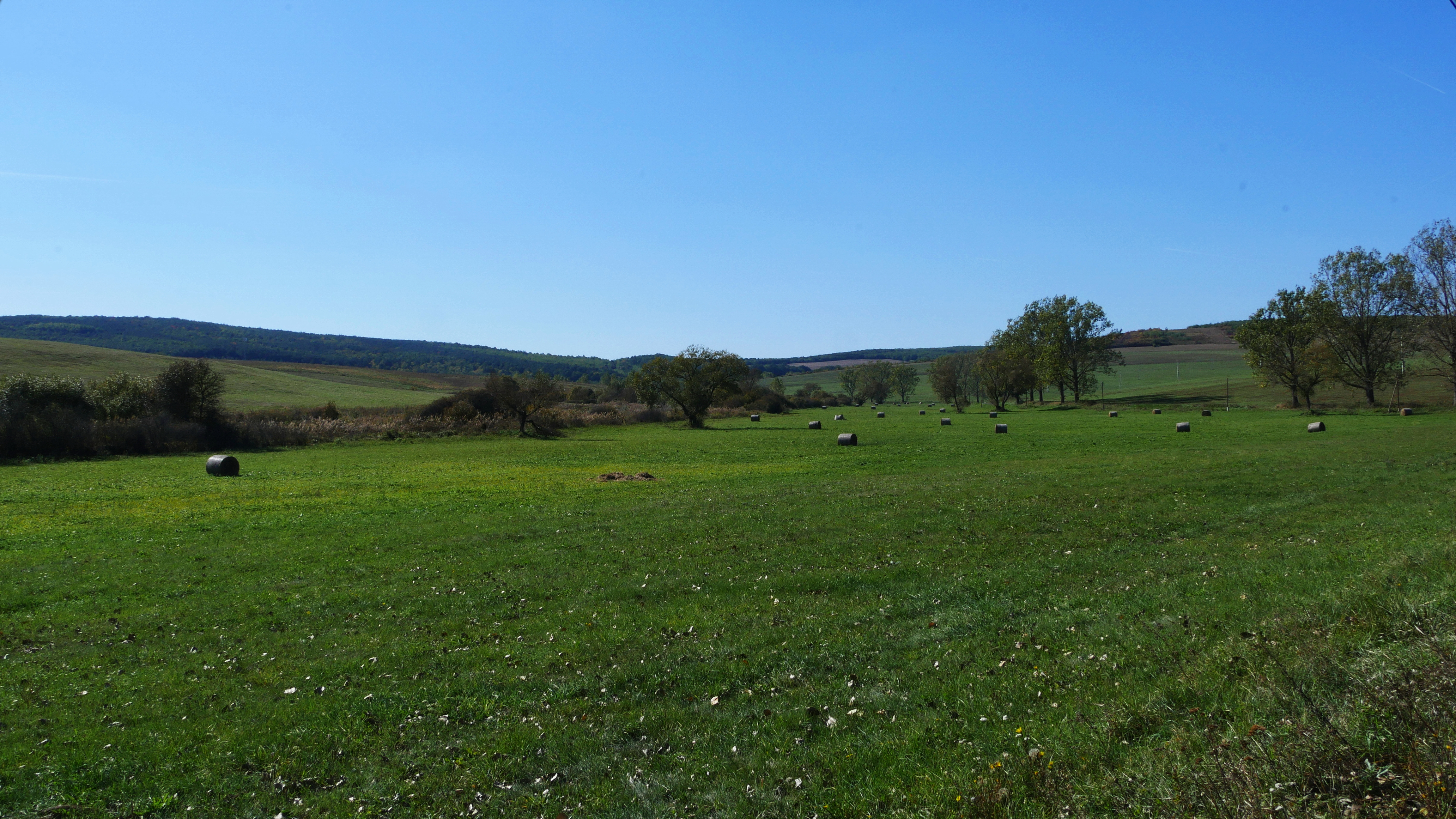
Landschaft bei Fulókércs
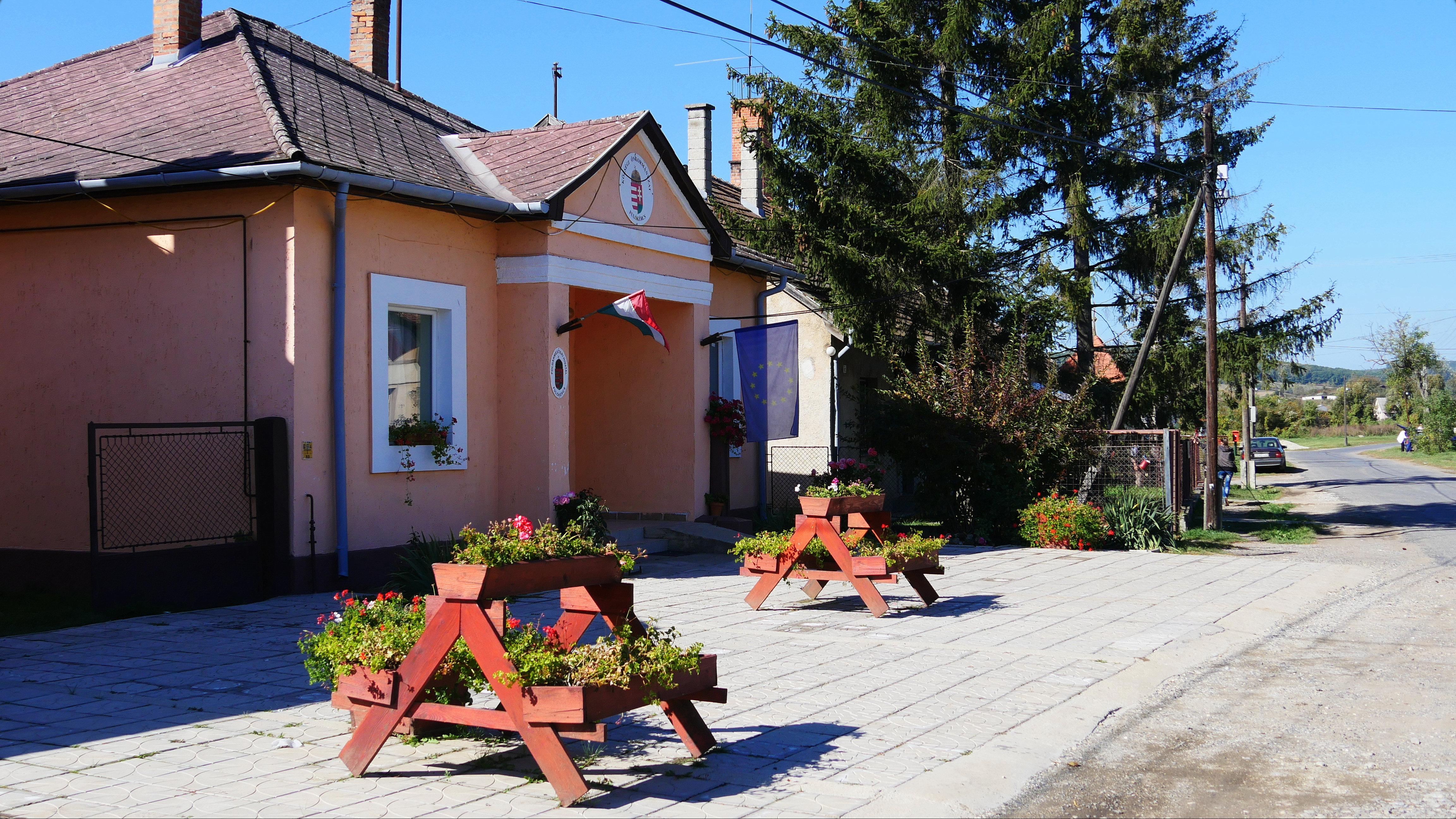
Bürgermeisteramt
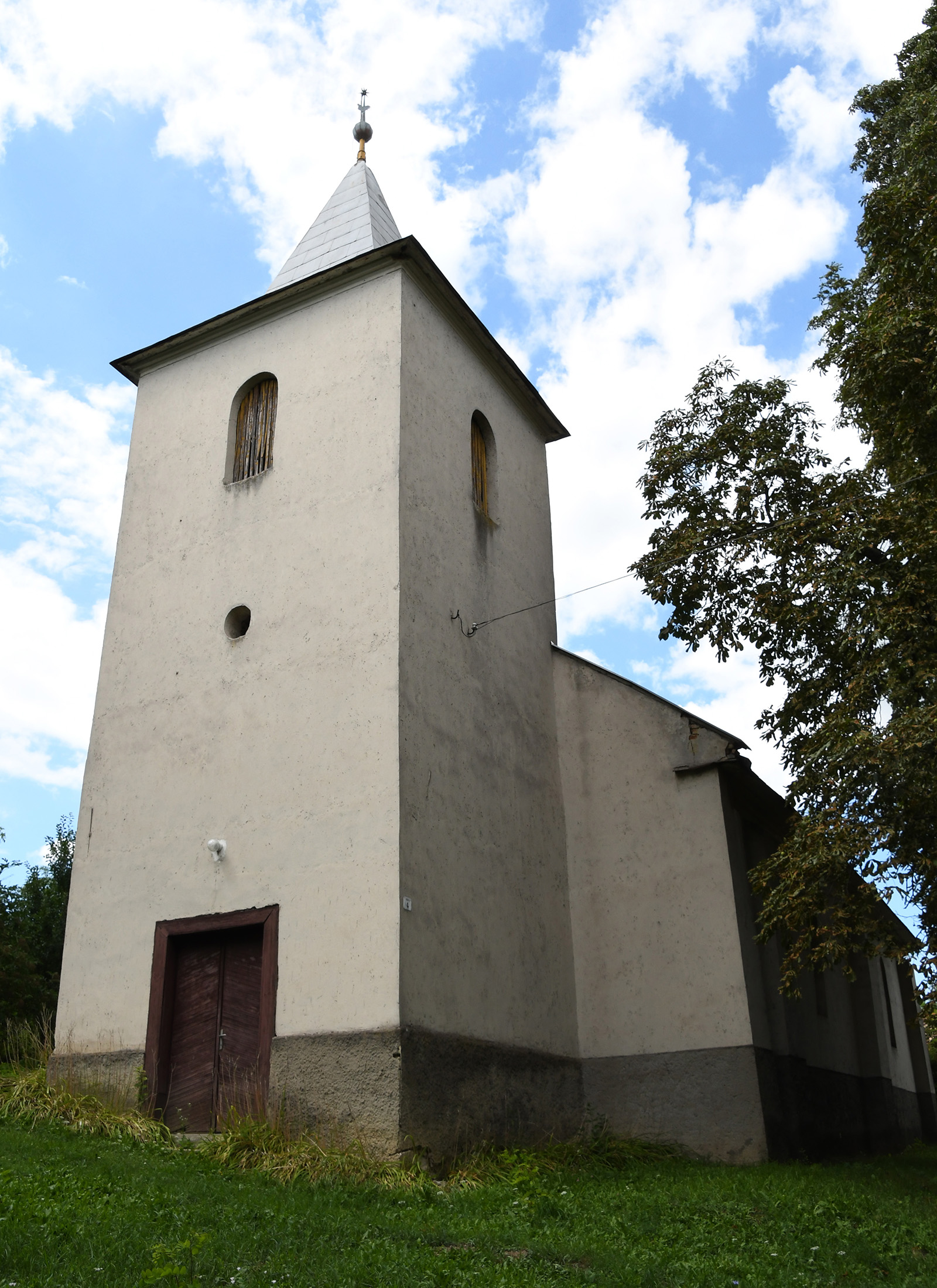
Reformierte Kirche

## Verkehr
Durch Fulókércs verläuft die Landstraße Nr. 2626. Es bestehen Busverbindungen nach Szemere sowie über Szalaszend und Méra nach Encs. Der nächstgelegene Bahnhof befindet sich in Méra.